# 全国高等学校野球選手権大会に関するエピソード
この項では全国高等学校野球選手権大会に関する様々なエピソードを紹介する。

## 歴代キャッチフレーズ
毎年12月から1月にかけて、大会で使われるキャッチフレーズを朝日新聞社が一般の高校生から公募している。本大会直前から放送される朝日新聞社のテレビ・ラジオコマーシャルで使われる。（第75回以降）
- 1993年（第75回）「夏の絆～甲子園」
- 1994年（第76回）「僕らのノンフィクション」
- 1995年（第77回）「君の勇気に会いに行く。」
- 1996年（第78回）「やっぱり野球が大好きです」
- 1997年（第79回）「夏は、ぼくらの夢舞台」
- 1998年（第80回）「甲子園で会いましょう」
- 1999年（第81回）「君がいる甲子園が好き」
- 2000年（第82回）「きっとある君だけの甲子園」
- 2001年（第83回）「君といる夏甲子園」
- 2002年（第84回）「ずっと逢いたい夢でした」
- 2003年（第85回）「忘れられない夏になる」
- 2004年（第86回）「夏のドラマが動き出す」
- 2005年（第87回）「君に見せたい夏がある」
- 2006年（第88回）「夏の仲間にありがとう」
- 2007年（第89回）「甲子園に、恋をした」
- 2008年（第90回）「この一球に、かける夏。」
- 2009年（第91回）「“夏”という名の宝物」
- 2010年（第92回）「夏の夢、今、走り出す」
- 2011年（第93回）「一瞬の夏、一生の記憶」
- 2012年（第94回）「駆けあがれ！　夏のテッペン」
- 2013年（第95回）「野球が僕らを一つにする」
- 2014年（第96回）「キラキラ輝く、キミの夏」
- 2015年（第97回）「新たな夏、プレーボール。」
- 2016年（第98回）「ワクワク、ドキドキ甲子園。」
- 2017年（第99回）「じぶん史上、最高の夏」
- 2018年（第100回）「本気の夏、100回目。」
- 2019年（第101回）「新たに刻む、ぼくらの軌跡。」
- 2020年（第102回）「自分の本気と、出会う夏。」（大会は新型コロナウイルス感染症の影響により地方大会も中止）
- 2021年（第103回）「繋ぐ想い、挑む夏。」
- 2022年（第104回）「この夏も、応援したい君がいる。」
- 2023年（第105回）「さぁ行こう、僕らの夢へ」
- 2024年（第106回）「ここにかける、ここから始まる。」
- 2025年（第107回）「心をひとつに夢の先まで!」

## 歴代「ビクター・甲子園ポスター」キャンペーンモデル
1986年（第68回大会）から2008年（第90回記念大会）まで日本ビクターをスポンサーにした甲子園の宣伝ポスターが作られていた。詳細は「ビクター・甲子園ポスター」キャンペーンを参照。

## 地方大会

### 会場関連

#### 別都道府県での地方大会開催
地方予選大会は原則としてその都道府県にある野球場での開催となっているが、他の都道府県に会場を移して開催した事例もある。
1920年の四国大会決勝戦の香川商（現在の高松商）対松山商は兵庫県の鳴尾球場で行われた。これは当時、過去の試合中のトラブルで遺恨のあった香川県勢と愛媛県勢の対戦による、両県の観客間の騒動を回避するため四国外で開催されたものである。
1991年から1993年ごろには、大阪大会で球場難を理由としてそのケースがあった。1990年まで使用された大阪スタヂアムが野球場としての機能を停止させたため、その代替球場として奈良市・鴻ノ池球場と西宮市・阪急西宮スタジアムの2ヶ所を使用して行った。なお、その後大阪府には大阪ドーム（現京セラドーム大阪）、舞洲ベースボールスタジアム、南港中央公園野球場、豊中ローズ球場などが建設されたことから現在は越境開催は行っていない。また、鴻ノ池球場はその後も奈良県大会で使用されていたが、高校統廃合による試合数減少に伴い2008年以降は奈良県大会では使用されていない。
また、西東京大会の決勝戦や開幕試合などは東東京地区にある神宮球場を使用している。一方、東東京大会の試合が西東京地区の球場（府中市民球場、明大球場など）で開催されることもあり、2000年代以降はほぼ毎年行われている。

#### 兵庫大会と甲子園球場
かつては全国大会に先駆けて、兵庫大会においても甲子園球場が一部使用されるケースもあった（1975年までは決勝戦も甲子園球場で行われていたが、現在の決勝戦は兵庫県立明石公園第一野球場が主会場）。ただ、元々プロ野球（阪神タイガース）との兼ね合いから日程の確保が難しく、また現在は県内各地に球場が整備されたため甲子園球場を地方大会の会場として使用する必要性がなくなったことから、2004年以降は地方大会の会場としては使用されていない。
地方大会として使用された当時は、全国大会とは異なり会場の外野フェンスを大会名の書かれたシートで覆うことなどはせず、阪神タイガース主催試合など通常と同様のグラウンド形態で試合を行っていた。

#### 地方大会とドーム球場
地方大会では、開会式と開幕戦の一部試合をドーム球場で行う事例が数例ある。
- 大阪府大会　開会式と開幕戦2試合を京セラドーム大阪で開催（1998年ごろから毎年）
- 福岡県大会　福岡ヤフオク!ドームで開会式を開催（2007年は開会式後に開幕試合として2試合実施）
- 愛知県大会　一部の試合をナゴヤドームで開催（2005年は準決勝・決勝、2006年は決勝のみ、2007年は5回戦のうち4試合と準々決勝4試合）
- 西東京・東東京大会　一部の試合を東京ドームで開催（2021年準決勝・決勝）
  - 東京都高校野球連盟のメイン球場として明治神宮球場を使用していたが、2020年東京オリンピックでは資材置場として利用されるための措置だったが、新型コロナウイルスの影響でオリンピックは2021年に延期、高校野球の日程、会場等も大幅に変更となったため、東京ドーム使用は見送りとなった[1]。2021年は東西の準決勝、決勝の計6試合で東京ドームでの開催[2][3]。

### 試合内容関連

#### 代表決定戦の引き分け再試合
1978年（第60回）の佐賀県予選決勝、小城対佐賀学園は4-4で延長18回引き分けとなり、再試合は5-3で小城が勝利し甲子園初出場を決めた。その後2000年に延長は15回までに短縮される。
2002年（第84回）の福岡県予選決勝、柳川対九州国際大付は九州国際大付が4-1とリードして迎えた9回表に柳川が満塁から三塁打を打って同点に追いつき、そのまま延長15回引き分け。15回制になって初の代表決定戦の再試合は11-8で柳川が勝利した。
2004年（第86回）の大阪府予選決勝、PL学園対大阪桐蔭の対戦は大熱戦の末延長15回の大会規定で4-4の引き分けに終わり、翌日再試合が開かれた。この試合ではPLが序盤に大量得点を奪い13-7で圧勝。2日越しの熱戦を制して甲子園出場の切符を手にした。なお、この試合は藤井寺球場における高校野球最後の試合でもあった。
2006年（第88回）宮城県予選では、度重なる雨により予定を大幅に超過した。さらに7月28日に予定していた決勝戦まで雨で中止、元々29・30日はフルキャストスタジアム宮城で楽天戦が組み込まれていたこともあり7月31日に延期となった。そして行われた決勝戦東北対仙台育英は投手戦の末延長15回0-0の引き分けに終わり、地区大会が8月までもつれ込む事態となった。翌8月1日の再試合では仙台育英が前日に引き続いて登板した2年生エース佐藤由規（その後、東京ヤクルトスワローズ）の力投に打線が応え、仙台育英が6-2で勝利した。
2011年（第93回）兵庫県予選決勝、東洋大姫路対加古川北の対戦は延長15回の大会規定で2-2の引き分けとなり、翌日に再試合が行われた。最初の試合では7回表に東洋大姫路が1点取ればその裏加古川北が1点、9回表裏にも1点ずつ取り合うというまったく五分の接戦であったが、再試合では5回裏に東洋大姫路が1点先制すると、7回裏に一挙5点の猛攻をみせ、結果6-0というスコアでの決着となった。
2013年（第95回）広島県予選決勝、新庄対瀬戸内の対戦は延長15回の大会規定で0-0の引き分けとなり、休養日を挟み翌々日に再試合が行われた。再試合では瀬戸内が8回裏に先制した1点を守り切り、1-0で瀬戸内が勝利した。
2016年（第98回）鹿児島県予選決勝、鹿児島実業対樟南の対戦は延長15回の大会規定で1-1の引き分けとなり、休養日を挟み翌々日に再試合が行われた。再試合では樟南が3-2で勝利した。
2021年（第103回）以降は延長無制限で、延長13回から無死一・二塁のタイブレーク方式を導入したため、降雨ノーゲームにならない限り、引き分け再試合は行われない。2022年（第104回）以降は各地区の高野連にもよるがサスペンデッドゲームを導入している地区があるため、引き分け再試合が行われない地区がある。

#### 再再試合
1941年（第27回）では、台湾予選の嘉義農林－台北工で再再試合が記録された。0－0のまま8回に雨天引き分けとなり、翌日も0－0のまま7回雨天引き分けとなった。その翌日には延長25回で嘉義農林が台北工を2－1で破った。総イニング数は40回に及んだ。
2003年（第85回）の福井県予選1回戦では、大野東－敦賀気比の試合で延長15回に規定により5－5で引き分けとなった。翌日の再試合でも延長15回に規定により3－3で引き分けとなり、雨天順延をはさんだ翌々日の再再試合で敦賀気比が6－1で大野東に勝利した。総イニング数39回、試合時間は8時間42分に及んだ。これは戦後唯一の再再試合である。

#### 最終回裏二死から9点差を跳ね返す
地方大会では9回裏二死から大逆転劇が繰り広げられることもある。例えば、1985年（第67回）7月25日の埼玉県予選5回戦の城西大川越と秀明の試合では、7-1で城西大川越がリードの状況で、9回裏の秀明の攻撃を迎えた。二死無走者から、失策と四球を挟み、7連打で7点を奪い、逆転サヨナラとなった。
1998年（第80回）7月26日の秋田県予選決勝での金足農と秋田商の試合では、6回を終わって6-16と秋田商が大量リードしていた（高校野球のルールで決勝以外でこの点差であれば、コールドゲームが成立し、秋田商の勝利となる）。ところが7回以降、金足農が2点，4点，5点と加点し、10点差を逆転して3年ぶり3回目の甲子園出場を決めた。
2014年（第96回）7月27日の石川県予選決勝での星稜と小松大谷の試合では、8回を終わって0-8と小松大谷がリードしていた。これも準決勝までであればコールドゲームで試合終了であった。だがこの試合は決勝戦であったため、コールドゲームを適用せずに最終回の9回まで続行、星稜は敗色濃厚と思われた9回裏に9点を入れてサヨナラ勝ちし、2年連続17回目の甲子園出場を決めた。
2002年（第84回）7月20日の大分県予選2回戦の緒方工と中津北の試合は天候がそれほど良くない状況で行われ、9回に雨が激しくなり、投手の制球が乱れ、緒方工は7点を追加して14-5となりダメ押しをしたかと思われた。ところが、この状況は相手投手にとっても同様であり、9点差で迎えた9回二死満塁から、タイムリーヒットで2点、5連続四球による押し出しで4点、遊撃手の失策で1点、そして3点タイムリーで計10点を奪い、14-15で逆転サヨナラとなった。

#### 122得点
まれに地方大会では1チームに30点以上も入る大量得点試合を目にすることがある。その中でも特筆すべきは1998年（第80回）の青森大会2回戦、東奥義塾対深浦（青森県営野球場）の一戦である。
|          | 1  | 2  | 3  | 4  | 5  | 6  | 7  | R   | H  |
| -------- | -- | -- | -- | -- | -- | -- | -- | --- | -- |
| 東奥義塾 | 39 | 10 | 11 | 17 | 16 | 12 | 17 | 122 | 86 |
| 深浦     | 0  | 0  | 0  | 0  | 0  | 0  | 0  | 0   | 0  |

1. 試合時間：3時間47分

この試合、東奥義塾は1回に早くも39点の得点を上げ、更に2回以後も毎回10得点以上を記録、6回には夏の大会では地方大会・全国大会を通して初めてとなる100点の大台に乗り、さらに得点を重ね122-0の圧勝を演じた。当時の東奥義塾の成績は打者149人、安打86本（うち二塁打31・三塁打21・本塁打7）、四死球36、盗塁78、三振1だった。4番打者の珍田威臣は16打数14安打12打点、11打席連続安打にサイクルヒットを2回記録した。逆に深浦は打者25人がノーヒット（うち三振16）だった。
深浦の選手には正式な野球部員が10人しかおらず、しかもその半数は野球経験が全くなかった。この試合は青森朝日放送で生中継されていたが、放送予定時間内ではとても試合終了まで中継することができず、試合途中の2回49点差で放送は終了した。試合時間は3時間47分。
現在は5回終了時に10点以上の差が付いていればコールドゲームで終了するが、当時の青森大会の規定では7回まで行うことになっていた。深浦の監督が「ここで試合をやめる（放棄試合）という選択肢もあるが」と選手に問うと「ここで試合をやめてしまうのは、応援されているのだから野球をする気が引けてしまう」ということで最後まで戦い抜くことを決断し、結局7回まで試合が行われた。また、東奥義塾も「手を抜くのは失礼に当たる」と手を緩めることなく攻撃を行った。ただし、そのうち盗塁については批判的な見方も存在し、ノンフィクション作家の海老沢泰久は著書やコラムで大量の盗塁を批判した。
この試合については後に川井龍介が「0対122 けっぱれ!!深浦高校野球部」と題したルポルタージュ本としてまとめている（のち加筆され「122対0の青春 深浦高校野球部物語」として文庫化された）。
この試合を教訓に高野連は地方大会のコールドゲームの基準を2000年度から統一し、5回以降で10点差以上、7回以降で7点差以上の差が付いた場合はコールドにするよう通達した。ちなみに、深浦高校は翌1999年は0-54で敗れたが、『1年間努力して失点を前年より半減させた』と讃える声もあった。その後2004年の青森大会で、松風塾に13-6（青森市営野球場）で7回コールドで大会初勝利を挙げたが、同年7月21日に2007年度から青森県立木造高等学校の分校化が決定した（その後は「木造高校深浦校舎」として出場していたが、2023年3月に廃校となった）。
2011年8月、歌手JAY'EDと若旦那のコラボレーション曲「Toy box」のプロモーションビデオに、当時の野球部員が出演し、当時の試合から十数年を経た元野球部員それぞれの今の姿をうかがい知ることが出来る。
なお、2011年（第93回）の兵庫県予選1回戦、姫路工対氷上西戦で、姫路工業が71-0の5回コールドで勝利。この試合は姫路工業が後攻で攻撃イニングは4回しかなく、1イニングあたりの平均得点は17.75点となり、この試合の東奥義塾の1イニングあたりの平均得点である17.43点を上回った。

### ルール関連

#### 没収試合
地方大会ではときおり没収試合が起こっている。試合開始時もしくは試合中に9人の選手を出場させることができなくなり、没収試合となる例が多い。詳しくは放棄試合（日本高校野球）参照。

#### 決勝戦でのボーンヘッド
1956年（第38回）7月31日の北関東大会決勝戦の足利工対藤岡戦において、藤岡高校はボーンヘッドにより本来ならばサヨナラ勝ちでの優勝を逃し、結果的に甲子園出場を逸する失態を犯した事例がある。
1対1のまま延長戦に入り、延長15回裏、二死満塁で藤岡高校のサヨナラのチャンスを迎える。そして7番打者が打った一塁ゴロを一塁手がファンブルして三塁走者はもちろん打者走者も一塁に駆け込んでセーフ、サヨナラでゲームセットと周囲に思わせたが、一塁走者が二塁へ走り込むのを途中でやめて一二塁間で立ち止まり（当然ながら一塁走者は二塁を踏む義務があるが念願の優勝に我を忘れてしまったのか）"勝った勝った"と手を叩いて喜んで、二塁に行かず歓喜するチームメイト達による優勝の輪に加わってしまい試合後の挨拶のために整列しようとまでしていた。
サヨナラ負けかと呆然とする足利工ナインの中、ただ一人二塁手がこのことに気付き、すかさず一塁から球を受取り二塁を踏んでフォースアウトの判定が下った。ルール上サヨナラの得点は認められずに無効となり、スリーアウトチェンジで延長戦は続行、これで甲子園初出場が決定していたはずの藤岡高校は、結局そのまま延長21回表に足利工業に1点を勝ち越されて反撃ならず、1対2で敗れ去った。藤岡高校のエースである石井偉男は延長21回を一人で投げ抜いたものの、奮闘の甲斐なく敗れた。
当時の北関東大会は群馬県、栃木県、茨城県の3県で1校しか甲子園に出場できない狭き門であった。
なお、その後に至るまで藤岡高校の甲子園大会出場は春夏を通じて一度も実現せず（地区予選決勝および代表決定戦への進出もこの時のみ）、そのまま統廃合により2007年に学校名は消滅した。野球部の歴史は事実上の後身である藤岡中央高校に引き継がれ、2018年春（第90回）では関東・東京地区の21世紀枠候補校に推薦されたが、選考の結果落選し出場はならなかった。

#### 決勝戦での誤審
1980年（第62回）の埼玉大会決勝では、川口工選手の盗塁時に二塁塁審が遊撃手の落球を見落とし（当時はランナーが1塁にいる際に二塁塁審が内野内に位置するというフォーメーションがなかったため、落球が選手の死角に入ってしまった）、アウトと誤審する出来事があった。川口工はこの熊谷商との決勝戦で敗れ、ファンがグラウンドに乱入し抗議する事態に発展している。後年この試合の中継映像がYouTubeにアップロードされ、「史上最悪の大誤審」のタイトルとともに注目を集めた。

#### 交代ミスによる打順飛ばし
2004年（第86回）7月24日の山梨大会決勝の東海大甲府と甲府工で6回裏に東海大甲府の6番打者（以降「A」）が死球を受け、治療を行っている間は5番打者（以降「B」）が臨時代走を行い、Bが二塁へ進塁後6番打者の正式代走として別の選手（以降「C」）と交代した。通常であれば5番は「B」のままで6番は「C」になるはずが運営側は臨時代走を行った「B」に対しての代走交代と勘違いしたためスコアボードでは5番が「C」、6番が「A」と表示がされた。甲府工業側はこの間違いを指摘したが変更されないまま8回裏を迎え、スコアボードの通り「C」が5番打者として打席に立ち、さらに交代したはずの「A」が6番打者として打席に立った。1球ストライクの後審判団もようやくこれに気づいたため協議を行った結果、既に「C」が打順を終わらせていることから「A」をベンチに戻したうえ1ストライクカウントの状態で7番打者が打席に立つ「打順飛ばし」（つまり4→6→7の打順として扱い、5番としてこの回打席に立つはずだった「B」は1打席少ないことになる）を行うことで対応した。リードされていた東海大甲府は9回裏に打順が早く回ってきた1番打者が同点打を放ち、さらに11回裏にサヨナラ打で東海大甲府が甲子園出場を決めている。これに対し敗退した甲府工業側監督の原初也は負けを受け入れながらも「本来なら（東海大甲府は）6番打者に対して代打を送るべき（「C」を5番として扱い、別の控え選手を6番として出場させることで打順の帳尻を合わせる）」と持論を述べている。

#### 振り逃げ3ラン
2007年（第89回）7月28日、神奈川県横浜市中区の横浜スタジアムで行われた神奈川大会準決勝の東海大相模対横浜の一戦で、4回に東海大相模の打者菅野智之（現巨人）の打席で起きた。この回3点を先制し、二死一・三塁の場面で、ボールカウント2ボール2ストライクからの投球はワンバウンドになったが、菅野はハーフスイングした。球審は一塁塁審にスイングの有無を確認し、一塁塁審はこれをスイングと判定したため、球審も右拳を挙げてスイングを認め、「ストライク・スリー」を宣告した。この球審のジェスチャーを「三振でバッターアウト・スリーアウトチェンジ」と勘違いしてしまった横浜高校のナインは全員ベンチ前に引き揚げた。
しかし第3ストライクが宣告されても、投球はワンバウンド捕球であり、二死であるため、打者菅野は直ちにアウトにはならない。菅野をアウトにするためには横浜の捕手が菅野に触球するか、一塁に送球する必要があった。一方の菅野は、後ずさりする形でバッターボックスを少し出かかっていたが、まだダートサークルを踏み越えてはいなかった。したがって菅野は「振り逃げ」する事が可能な状態である。
東海大相模側ベンチから「走れ」の指示を受け、振り逃げ出来る事に気付いた打者走者の菅野は、塁上の走者2人と共に無人のダイヤモンドを回って3点を追加した。横浜の渡辺元智監督が審判団に抗議（本来の高校野球の抗議権は当事者と主将のみに限り監督は抗議できない）したものの認められなかった。結果的に横浜はこの「振り逃げ3ラン」の3失点が響いた格好となり、スコアは6－4の2点差で東海大相模が勝利した。

#### サヨナラホームスチール
2012年（第94回）7月12日の神奈川大会1回戦の日大藤沢と武相の試合において、2-2の同点で迎えた9回裏一死満塁の場面で起きた。日大藤沢の打者は、ボールカウント2ボール2ストライクから、三塁側の内野エリア方向に大飛球を打ち上げた。三塁塁審はインフィールドフライを宣告し、武相の遊撃手が正規に捕球して二死満塁に。この直後、武相はタイムを要求したが日大藤沢・三塁走者は捕球後リタッチして三塁から離れており、タイムは宣告されなかった。武相守備陣がタイムが宣告されていると勘違いしていることを悟った三塁走者は本塁に向かい、その本塁到達に対して球審はセーフのジェスチャーを行った。プレイ確認のため審判団が審議を行う際、武相の選手達及び監督は猛抗議をしたが認められず、3x-2のスコアで日大藤沢のサヨナラ勝ちとなった。記録は三塁走者の盗塁（ホームスチール）である。

#### サヨナラ打でのベース踏み忘れ
2024年（第106回）7月19日の山梨大会準々決勝帝京三と日本航空の試合で、1-1の同点で迎えた9回裏二死満塁の場面で日本航空の打者がセンター前にタイムリーヒットを打ち三塁走者がホームを踏み、サヨナラゲームと思った日本航空および帝京三の選手らがゲームセットのため整列し、健闘を称え握手を交わしていた。しかし満塁時のフォースプレイかつゴロのため打者および走者全員に進塁義務が発生するが日本航空の一塁走者が二塁を踏まずに整列に向かってしまい、捕球後これに気付いた帝京三のセンターが二塁ベースを踏んだうえで「一塁走者が二塁を踏んでいない」と審判にアピール。ゲームセットのコール前だったためインプレーと見做され審判も得点を認めずアウトを宣告してスリーアウトチェンジとなった（公認野球規則5.08）。
試合は延長戦となり、タイブレークで帝京三が2点をとるも、その裏に日本航空はベースを踏み忘れた選手が同点タイムリーを放って追い付き、最後は押し出しにより4-3で改めてサヨナラ勝ちとなっている。

### その他

#### 審判の判定を不服としたトラブル
1958年（第40回）埼玉大会準決勝の大宮対熊谷の5回、熊谷を応援する観客の一部が、本塁突入をめぐる審判の判定を不服としてグラウンドに乱入し、球審に暴行を加える事件が起きた。熊谷は試合に敗れ、1年間の対外試合禁止処分を受けた。

#### 暴力団関係者乱入による中断
2008年（第90回）7月20日の岡山県予選準々決勝の関西と作陽の試合において、試合中に暴力団関係者が乱入したため12分間中断した。試合は9回裏、7-9と2点を追う関西の攻撃中で、乱入した観客は関西のベンチ前で暴言などを吐き威嚇したが、県高野連関係者がベンチ前で男たちを取り囲んだため監督や選手に危害は及ばなかった。さらに観客の野次に激昂しスタンドに上がったところで、通報を受けた倉敷署の署員に取り押さえられた。試合は再開され、関西が2点差をひっくり返して10-9でサヨナラ勝ちを収めた。

#### 特別支援学校の出場
特別支援学校の高校野球地方大会への出場は長らく認められてこなかったが、2024年(第106回大会)の西東京予選で青鳥特別支援学校が単独チームで出場することとなった。初戦て東村山西高校と対戦し、安打を放つなど善戦をしたが、66対0と大差をつけられ敗退した。

## 全国大会

### 歴史関連

#### 甲子園球場以外での開催
1915年（第1回）と1916年（第2回）は豊中球場で、1917年（第3回）から1923年（第9回）までは鳴尾球場で開催された。1924年（第10回）に甲子園球場が完成し、以降は甲子園球場での開催となった。
しかし、それ以降も全国高校野球を甲子園球場以外で何度か開催されている。1946年（第28回）は阪急西宮球場で開催された。甲子園球場がアメリカ軍の接収下にあり、利用できなかったための代替球場であった。1958年（第40回）と1963年（第45回）は、全国各都道府県と沖縄の代表を含めた47代表が参加する記念大会であり、試合消化のために甲子園球場と阪急西宮球場の併催となった。これは甲子園では消化しきれないための処置であり、1回戦から3回戦までの試合を甲子園球場での試合と西宮球場での試合を抽選で半分ずつに分け、準々決勝以降は甲子園球場での試合とした。しかしながら西宮球場に分けられた高校からは選手、父兄、応援団からも不評であり、大会が終了した後も猛烈な批判が絶えなかった（最も不運な例として、山梨県代表の甲府高校などは1、2回戦に勝利し3回戦で敗れたが、3試合とも会場は西宮球場で選手たちは入場行進の時だけしか甲子園の土を踏めなかった）。同じく47代表参加の1968年（第50回）は全試合が甲子園球場で試合が行われ、以降代表校が49校あるいは55校までに増えてからも同様である。
ちなみに春の大会は第1回の1924年に八事（山本）球場で開かれた以外、全部甲子園のみを会場として行っている（終戦直後の1946年春は中止）。

#### 優勝旗
- 優勝旗は「大深紅旗」と称されている。初代と二代目、三代目があり、初代の優勝旗は1915年（第1回）に「全国大会の覇者に送られるわけだから日本一の旗を送ろうではないか」ということから、京都の髙島屋が京都で有名な伝統工芸の西陣織の職人に依頼して創ったもので、制作費は約1,500円（現在の貨幣価値に直すと約1,000万円といわれている）。しかし後に傷みが酷くなり、補修の痕が目につくようになったため、1958年（第40回）から新調された二代目が使われるようになった。2018年（第100回）からは三代目の優勝旗が使われている。初代、二代目優勝旗は現在高野連本部である中沢佐伯野球記念館にて保存され、大会会期中は甲子園歴史館にて展示される。初代、二代目と同様、現在の優勝旗も西陣織の職人に依頼して創ったものだといわれている。初代と二代目との相違点は以下の三点。

1. 上部の大会名称･･･初代が「全国優勝野球大会」（なぜか中等学校が抜けていた）に対し、現在は「全国高等学校野球選手権大会」。
2. 主催新聞社名･･･初代が「大阪朝日新聞社」に対し、現在は「朝日新聞社」（1940年に題号が朝日新聞に統一された）。
3. 糸･･･初代が赤い糸を使ったしっかりしたものなのに対し、二代目は赤い糸を使ってはいるが綴れ織。

- 優勝旗の竿も初代と現在のものがある。初代の竿は1934年（第20回）で優勝した呉港中（広島）が故郷に凱旋した際部員が旗を振り上げようとした際、何かが原因で折れてしまったらしい。慌てた関係者が旗竿を地元呉の旗竿業者に作り直してもらい、翌1935年（第21回）に全員で返却した。従って、現在の竿は1935年から使用されているものである。
- 優勝旗にはラテン語で「VICTORIBUS PALMAE」（勝者に栄光あれ）と刺繍されている。
- 1946年（第28回）に優勝した浪華商（大阪）は優勝パレードが占領軍憲兵によって中止させられた。深紅の優勝旗を赤旗と捉えられ、労働デモと誤認されたことが原因とされる。
- 1954年（第36回）優勝校の中京商（愛知）が保管していた優勝旗が、11月に盗難に遭う事態が起こった。その事件発生から85日後、無事に発見された。犯人は見つかっていない。
- 初代の優勝旗での最後の優勝校は広島商（1957年／広島）。二代目の優勝旗を最初に手にしたのは柳井（1958年／山口）であり、最後に手にしたのは花咲徳栄（2017年／埼玉）である。
- 現在使用されている三代目の優勝旗を最初に手にしたのは大阪桐蔭（2018年／北大阪）である。
- 夏の全国大会には準優勝旗は存在しない（春の選抜高校野球大会には準優勝旗が存在する）。木内幸男が夏にも準優勝旗があると勘違いしていたのは有名[17]。優勝・準優勝校には記念盾が贈られる（永久授与）。
- 地方大会にも優勝旗がある。ただし、地方大会の優勝旗も大深紅旗となったのは1960年代後半以降で全部揃ったのは1978年（第60回）のことである。
- 2004年（第86回）で駒大苫小牧（南北海道）が優勝し、初めて優勝旗が津軽海峡を渡って北の大地に到達した。
- 2022年（第104回）で仙台育英（宮城）が優勝して春夏通じて東北勢初優勝となった。このため甲子園大会優勝旗が陸路で白河の関を越えたのも初となった。

#### 優勝旗の保持が7年に渡った学校
1941年（第27回）が戦時体制による交通制限実施により中止となり、以降1946年（第28回）が行われるまで5年間、太平洋戦争などにより空白の時代を迎えていた。しかしこれによって和歌山県立海草中学校が6年間も優勝旗を保持することとなってしまったが、実は中止になった第27回で3連覇の期待がかけられていた。海草中は1939年（第25回）を制し、翌1940年（第26回）でも連覇。中止になった時点で2年間保持していた。そのため優勝旗の保持が7年にも渡ったのである。
戦後初の大会である1946年（第28回大会）での海草中の成績だが紀和大会で敗退し結果入場行進は主将一人となった（※その大会の代表校は和歌山県立和歌山中学校であった）。
2020年（第102回）が新型コロナウイルス感染症の流行拡大により中止になった際は優勝旗返還式が実施されたため、前年（2019年）第101回の優勝校である履正社高校（大阪）が優勝旗を2年以上保持することはなかった。

#### 優勝賞品の歴史
1915年（第1回）から優勝校と準優勝校のナインにメダルが贈呈され（※前者は金・後者は銀）以降定着しているが第1回では副賞として現物が支給されていたという。第1回では出場校は1勝するごとに万年筆が贈呈され、優勝校と準優勝校には賞金と辞典（前者が百科事典・後者が国語辞典と英和和英辞典）が贈呈されていたが、さすがにおかしいという声があがり第2回からメダルのみとなった。

#### 連覇
今大会においての連覇は現在7例ある。詳しくは甲子園連覇を参照のこと。

#### 敗者復活制度
大会初期の頃、敗者復活制度が実施された。これは第2・3回大会の2回だけ行われたもので、1916年（第2回）の場合、全国大会に参加は12校。1回戦の試合数が6試合。2回戦が3試合となると、次のステップに進めるのは3校と端数が生じてしまうということで、1回戦で敗れた6チームのうち抽選で2校を敗者復活として出場させた。対象校は中学明善（福岡）と鳥取中（鳥取）であった。敗者復活校同士の試合は鳥取中が勝利したが、鳥取中は次の試合で敗北している。
1917年（第3回）も12校で開かれたが、この時は抽選による敗者復活が4校となった。対象校は愛知一中（愛知）、明星商（大阪）、長崎中（長崎）、和歌山中（和歌山）であった。4校による敗者復活戦をして、その勝者2校が2回戦で対戦し、その勝者が準決勝に進んだ。ところが、この敗者復活戦を勝ち抜いた愛知一中は決勝まで進み、そのまま優勝した。このことから敗者復活制度を行うことに疑問が感じられたため、この第3回を最後に廃止された。

#### 場内一周を拒否
決勝戦の後の閉会式の最後には、優勝校・準優勝校選手による場内一周が行われる。これが最初に提案されたのは1919年（第5回）。地元勢として初優勝を果たした兵庫県立第一神戸中学校（後の兵庫県立神戸高等学校）の偉業を称え、スタンドを埋めた観衆へのサービスとしての企画であった。しかし神戸一中ナインは、われわれは見世物ではないとの理由でこれを固辞。神戸高校は神戸一中時代に当該大会以降も何度か出場しているが、場内一周の機会にはこれ以降恵まれていない。

#### 没収された甲子園の土
2度目の決勝進出まで長い期間がかかった都道府県
2023年（第105回）終了時点で、一度も選手権大会優勝を経験していない都道府県は18個ある。この中には、何度も決勝進出を果たすも、あと一歩のところで優勝を逃している都道府県も少なくないが、一度決勝に進出した後再び決勝に進出できていなかったり、2度目の決勝進出まで非常に長い時間がかかっていたりする都道府県も存在する。
2度目の決勝進出までのブランクが長い県として有名な例が秋田県である。秋田県勢は1915年（第1回）に秋田中が決勝に進出（結果は準優勝）して以降、1世紀以上決勝進出が途絶えたが、2018年（第100回）に金足農が決勝に進出（結果は準優勝）。この間に要した期間は103年（大戦勃発などによる中断を挟むため、回次にすれば98大会分）であり、一度しか決勝に進出していない都道府県（例 福島県、鹿児島県など）が、現時点で決勝から遠ざかっている期間（福島は51年、鹿児島は28年）と比較してもはるかに長い。

### 試合内容関連

#### 決勝戦の引き分け再試合

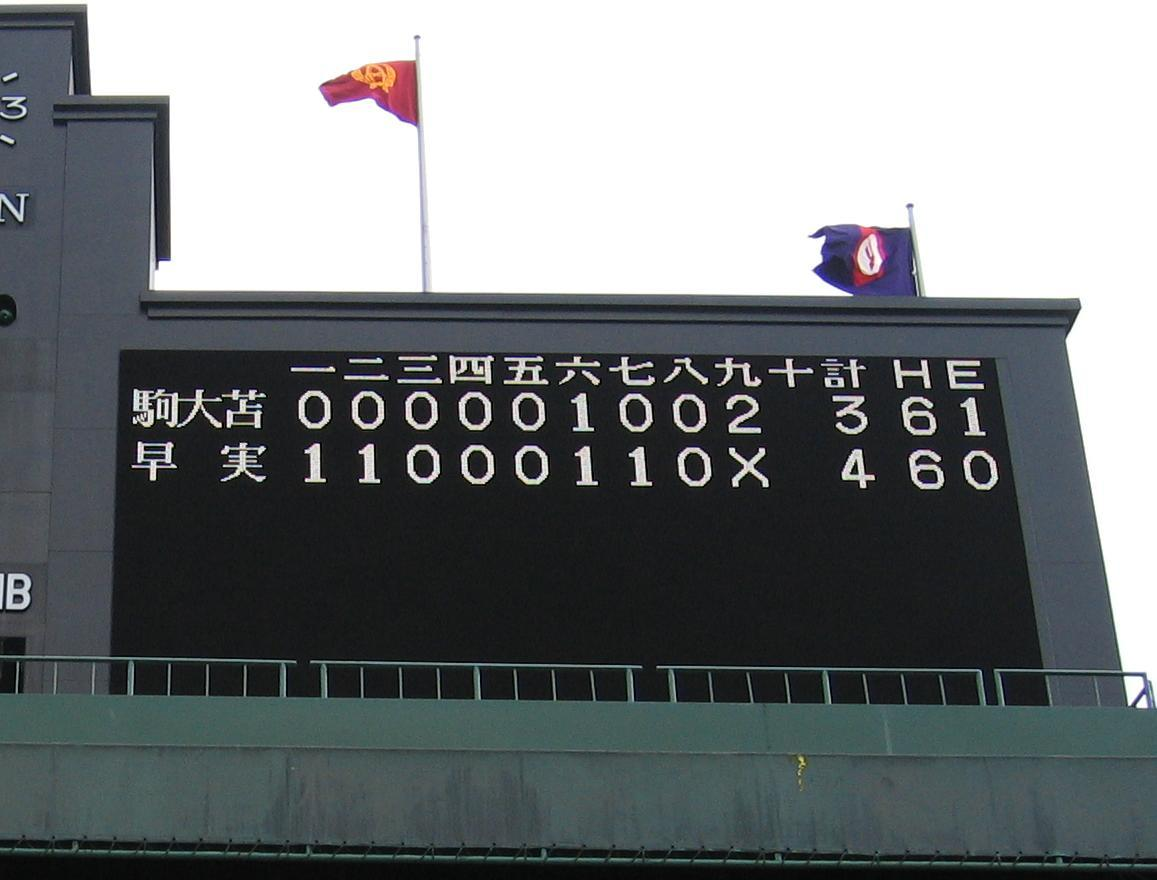
2006年・第88回決勝。早稲田実業が夏の大会初優勝を決めた再試合のスコアボード

1969年（第51回）、松山商（愛媛）と三沢（青森）の決勝戦は同点のまま延長18回で試合終了した。翌日に決勝戦では春夏を通じて初の引き分け再試合が行われた。この再試合で松山商が勝利し、優勝となった。準優勝投手である三沢の太田幸司は4日連続で45イニングを一人で投げぬいた。
また、2006年（第88回）、駒大苫小牧（南北海道）対早稲田実業（西東京）の決勝戦では、8回に両チーム1点ずつを獲得し、両チームエースの好投で延長15回引き分けとなり、37年ぶり2回目の再試合となった。この再試合で早稲田実が勝利し、優勝となった。優勝投手である早実の斎藤佑樹は4日連続延べ42イニングを一人で投げぬいた。
この決勝戦は朝日放送発にテレビ朝日系で12:55～試合終了まで完全生中継されたが、偶然にも決勝第1戦の日が日曜日と重なったため、関東地区では平均視聴率で23.8%、最高視聴率は30.4%を記録した。
2021年（第103回）以降は延長無制限で、延長13回から無死一・二塁のタイブレーク方式を導入したため、降雨ノーゲームにならない限り、引き分け再試合は行われなくなった。さらに2022年（第104回）以降はサスペンデッドゲームを導入したため、引き分け再試合は行われない。

#### 全国大会初の毎回得点
1985年（第67回）の2回戦（初戦）PL学園対東海大山形の試合において、PL学園が春夏を通じて全国大会では史上初で唯一の毎回得点を達成し、29対7の圧勝を演じた（スコアは「毎回得点#日本の高校野球」を参照されたい）。

#### 史上唯一の延長戦ノーヒットノーラン
1957年（第39回）の2回戦で（1回戦が不戦勝の為、この試合が初戦）早稲田実業の王貞治投手が寝屋川高校相手に延長11回を投げ抜き、1対0で完封するだけでなくノーヒットノーランを達成した。延長戦でのノーヒットノーランは史上初の快挙で、春夏を通じて現在でも史上唯一の偉業である（0対0で試合が進み、11回表に1点を早稲田実業が先制し、そのまま11回裏を守り切った形で試合終了）。なお、同年の春・選抜大会で早稲田実業は優勝しているが、その時も初戦は寝屋川高校でスコアも同じく1対0であった。
1984年（第66回）では、境高校の安部投手が対戦校である法政一高を10回裏2死までノーヒットノーランに抑えたが、次打者にサヨナラホームランを打たれ敗戦し、2度目の快挙はならなかった。更に2009年（第81回）の選抜大会でもPL学園の中野投手が南陽工業を相手に10回表1死までノーヒットノーランに抑えたが初ヒットを許した後に打ち込まれ2失点し、その裏の反撃も1点に終わり惜敗するなど快挙の再現はならなかった。
なお、延長戦のノーヒットノーランは日本プロ野球でも1度しか達成されていない、希少価値のある大変珍しい記録である（プロでは阪神タイガースの江夏豊が中日相手に1973年8月30日甲子園で達成。延長11回表までノーヒットノーランに抑えるも味方の援護が無かったが、遂に11回裏、江夏が自らサヨナラホームランを放ってサヨナラ勝ちし成し遂げた）。

#### 飛車角落ちの優勝
1964年（第46回）に出場した高知は初戦で（対：秋田工）エースで4番打者の大黒柱であった有藤通世が顔面に死球を受け退場、陥没骨折で入院する事故に見舞われ、次の2回戦（対：花巻商）では主将が同じく死球で退場し、骨折して入院する緊急事態となった。（1回戦でエースで4番、2回戦では主将が負傷してしまい）準々決勝からは投打の大黒柱である二人が不在というハンディキャップを背負うこととなったが二番手投手の2年生・光内選手が終始好投、打線も大会を通じて2割に満たない数字ながらも（.196）ここぞという好機を逃さず加点し、ついにそのまま優勝を成し遂げ、周囲から将棋に例えた『飛車角落ちの優勝』と称えられた。

#### 勝率10割、優勝確率100％の学校
甲子園に初出場して、その後2度と出場できていない学校は数多いが、その中でも抜群の成績を収めた学校が1校ある。1965年（第47回）で初出場を果たした三池工（福岡）は春夏を通じて初めての甲子園であったが、初戦で延長13回2x-1（対：高松商）の接戦を勝利すると波に乗り、準々決勝でも延長10回3x-2（対：報徳学園）で勝利。準決勝でも1点差で勝ち（4-3 対：秋田）、決勝戦では豪腕の木樽正明投手を擁する優勝候補筆頭の銚子商相手に2-0の完封勝利で初出場初優勝の快挙を果たした。その後は夏の選手権大会・春の選抜大会に1度も出場することがなく、5試合で5勝0敗、勝率10割、優勝確率100％のままである。同様の例は夏の選手権優勝校では三池工業のみである。また、春の選抜優勝校では徳島海南高校（現・海部高校）が該当する。
その他、春夏両方に出場経験があり、そのうちの一方の勝率が10割という高校は複数ある。

#### 雨と決勝の因縁
1993年（第75回）の2回戦、鹿児島商工（鹿児島）対堀越（西東京）の試合では、鹿児島商工が3-0と3点リードした8回表、突然の豪雨により球場全体が水浸しになり、2度目の24分間の中断後、降雨コールドゲームが適用されて鹿児島商工が堀越を下した。
次の3回戦、鹿児島商工は常総学院（茨城）と対戦、鹿児島商工が4-0と4点リードしながらも4回表、前日に続く土砂降りで今度は降雨ノーゲームとなってしまう。翌日の再試合ではなかなか点が取れず投手戦になり、7回表に1点を取った常総学院にそのまま1-0の僅差で敗れ、鹿児島商工は不運な敗戦で甲子園を去った。
翌1994年（第76回）に鹿児島商工は、学校名を樟南に変更して甲子園に戻ってくる。前年にノーゲームによる悔しい負け方をした樟南（鹿児島）は3回戦、双葉（福島）との試合で、3-1と樟南が2点リードで迎えた試合成立寸前の7回裏途中、降り続く大雨により中断。又もノーゲームと思われたが1時間10分後に試合再開、結果樟南が4-1で勝利してそのまま決勝へ勝ち進むことになる。
この年の決勝で対戦した佐賀商（佐賀）も、準々決勝の北海（南北海道）との試合中、5-0と佐賀商が先行していた4回表に、激しい雷雨により1時間33分もの間中断となったが、6-3で佐賀商が逃げ切って勝利。
1994年夏の選手権の佐賀商の優勝に貢献した当時のコーチは、奇しくも10年後、2004年（第86回）の選手権で優勝した駒大苫小牧の香田誉士史監督である。さらに、1993年夏の選手権でノーゲーム再試合で運良く鹿児島商工に勝った常総学院は、同じく奇遇にも駒大苫小牧がノーゲーム再試合で悔しい敗戦となった、2003年夏の選手権で全国制覇を成し遂げている。
2003年（第85回）の1回戦、倉敷工（岡山）対駒大苫小牧（南北海道）の試合では、駒大苫小牧が8-0と8点差の大量リードしながらも、4回裏途中台風接近による激しい雨が降り続き、降雨ノーゲームとなる。そして翌日の再試合では、前日と打って変わって倉敷工が試合を優位に進め、5-2で駒大苫小牧を下した。この試合結果について、駒大苫小牧側では日付から「8・9の悲劇」と呼んでいる。
翌2004年（第86回）に甲子園に戻ってきた駒大苫小牧は、初戦の2回戦で佐世保実（長崎）を7-3で下し、北海道勢春夏50勝目の勝利を挙げた。その後も駒大苫小牧は日大三、横浜など強豪に勝ち続け、そして決勝戦では同年春の選抜大会で優勝した済美（愛媛）との乱打戦を13-10で制し、北海道勢として初の甲子園優勝を果たす。さらに翌2005年（第87回）も駒大苫小牧は、2年連続して決勝戦へ進出。京都外大西（京都）に5-3で勝利し、1948年（第30回）以来57年ぶり史上6校目の夏の甲子園2連覇を達成した。
2008年（第90回）の1回戦では、大阪桐蔭（北大阪）対日田林工（大分）の試合で、大阪桐蔭が4-0とリードしながら、2回裏途中で雷雨によりノーゲームとなる。大阪桐蔭の部員数人は「再試合はリードしていた学校が敗れるケースが多いので、嫌な予感がよぎった」と語ったが、翌日の再試合も大阪桐蔭は前日の打撃好調を維持し、16-2と日田林工に圧勝してノーゲームの不運を吹き飛ばした。大阪桐蔭はその後も勝ち進んで決勝戦に進出。そして決勝では、常葉菊川（静岡）に17-0と圧倒的な大差を付けて、初出場で優勝した1991年（第63回）以来17年ぶり2回目の夏の選手権での全国制覇を成し遂げた。

#### 降雨・強風ノーゲーム、再試合
降雨・強風によりノーゲームになった試合が、夏の選手権大会では20度起こっている。その内2009年（第91回）の高知（高知）対如水館（広島）は、唯一の2試合連続・降雨ノーゲームと成り、再々試合で漸く決着がついた。
| 開催年 | 大会    | 試合     | 勝利校             | 結果                                                                                          | 相手校                 |
| ------ | ------- | -------- | ------------------ | --------------------------------------------------------------------------------------------- | ---------------------- |
| 1917年 | 第3回   | 決勝     | 愛知一中（東海）   | 0-1（6回ウラ2死無走者・降雨ノーゲーム） 1-0（再試合。延長14回）                               | 関西学院（兵庫）       |
| 1922年 | 第8回   | 準々決勝 | 松山商（四国）     | 4-4（4回ウラ終了・降雨ノーゲーム） 3-0（再試合）                                              | 広島商（山陽）         |
| 1922年 | 第8回   | 準々決勝 | 神戸商（兵庫）     | 2-0（4回ウラ1死無走者・降雨ノーゲーム） 2-0（再試合）                                         | 松江商（山陰）         |
| 1925年 | 第11回  | 1回戦    | 釜山中（朝鮮）     | 0-2（1回表2死2塁・降雨ノーゲーム） 6-4（再試合）                                              | 台北工（台湾）         |
| 1929年 | 第15回  | 1回戦    | 台北一中（台湾）   | 0-0（2回ウラ2死無走者・降雨ノーゲーム） 10-1（再試合）                                        | 前橋商（北関東）       |
| 1931年 | 第17回  | 2回戦    | 札幌商（北海道）   | 4-2（4回ウラ1死1塁・降雨ノーゲーム） 10x-9（再試合）                                          | 大連商（満州）         |
| 1939年 | 第24回  | 準決勝   | 岐阜商（東海）     | 1-0（1回ウラ終了・降雨ノーゲーム） 3-1（再試合）                                              | 甲陽中（兵庫）         |
| 1949年 | 第31回  | 準決勝   | 岐阜（三岐）       | 3-2（4回ウラ無死満塁・降雨ノーゲーム） 5-2（再試合）                                          | 倉敷工（東中国）       |
| 1956年 | 第38回  | 準々決勝 | 米子東（東中国）   | 0-0（2回終了・強風ノーゲーム） 3-0（再試合）                                                  | 中京商（愛知）         |
| 1957年 | 第39回  | 1回戦    | 坂出商（北四国）   | 4-1（2回表終了・降雨ノーゲーム） 4-0（再試合）                                                | 山形南（東北）         |
| 1965年 | 第47回  | 1回戦    | 日大二（東京）     | 1-3（5回ウラ1死1塁2塁・降雨ノーゲーム） 4-0（再試合）                                         | 岡山東商（東中国）     |
| 1970年 | 第52回  | 2回戦    | 東邦（愛知）       | 0-0（1回表終了・降雨ノーゲーム） 6-1（再試合）                                                | 江津工（西中国）       |
| 1982年 | 第64回  | 1回戦    | 日大二（西東京）   | 2-4（6回ウラ1死無走者・降雨ノーゲーム） 9-6（再試合）                                         | 八幡大付（福岡）       |
| 1993年 | 第75回  | 3回戦    | 常総学院（茨城）   | 0-4（4回表1死3塁・降雨ノーゲーム） 1-0（再試合）                                              | 鹿児島商工（鹿児島）   |
| 2003年 | 第85回  | 1回戦    | 倉敷工（岡山）     | 0-8（4回ウラ2死1塁3塁・降雨ノーゲーム） 5-2（再試合）                                         | 駒大苫小牧（南北海道） |
| 2008年 | 第90回  | 1回戦    | 大阪桐蔭（北大阪） | 4-0（2回ウラ無死1塁・降雨ノーゲーム） 16-2（再試合）                                          | 日田林工（大分）       |
| 2009年 | 第91回  | 1回戦    | 高知（高知）       | 0-2（3回ウラ終了・降雨ノーゲーム） 5-6（再試合。5回表1死1塁・降雨ノーゲーム） 9-3（再々試合） | 如水館（広島）         |
| 2021年 | 第103回 | 1回戦    | 明桜（秋田）       | 5-0（4回ウラ終了・降雨ノーゲーム） 4-2（再試合）                                              | 帯広農（北北海道）     |
| 2021年 | 第103回 | 1回戦    | 近江（滋賀）       | 1-0（5回ウラ2死満塁・降雨ノーゲーム） 8-2（再試合）                                           | 日大東北（福島）       |

#### 降雨・日没コールドゲーム
降雨・日没によるコールドゲームになった試合（引き分けによる再試合も含む）が、夏の選手権大会では10度起こっている。
| 開催年 | 大会    | 試合     | 勝利校               | 結果                                                            | 相手校               |
| ------ | ------- | -------- | -------------------- | --------------------------------------------------------------- | -------------------- |
| 1915年 | 第1回   | 準決勝   | 京都二中（京津）     | 1-1（9回ウラ1死1塁・降雨引き分けコールドゲーム） 9-5（再試合）  | 和歌山中（関西）     |
| 1926年 | 第12回  | 準々決勝 | 高松（四国）         | 5-2（7回ウラ終了・日没コールドゲーム）                          | 新潟商（甲信越）     |
| 1928年 | 第14回  | 準決勝   | 松本商（甲信越）     | 3-0（6回表無死1塁2塁・降雨コールドゲーム）                      | 高松（四国）         |
| 1929年 | 第15回  | 準決勝   | 海草中（紀和）       | 9-4（8回表2死満塁・降雨コールドゲーム）                         | 台北一中（台湾）     |
| 1932年 | 第18回  | 1回戦    | 早稲田実（東京）     | 8-1（7回表2死1塁・降雨コールドゲーム）                          | 秋田中（奥羽）       |
| 1952年 | 第34回  | 1回戦    | 函館西（北海道）     | 0-0（延長12回終了・日没引き分けコールドゲーム） 7-1（再試合）   | 岐阜工（三岐）       |
| 1988年 | 第70回  | 1回戦    | 滝川二（兵庫）       | 9-3（8回ウラ2死1塁3塁・降雨コールドゲーム）                     | 高田（岩手）         |
| 1993年 | 第75回  | 2回戦    | 鹿児島商工（鹿児島） | 3-0（8回表無死1塁・降雨コールドゲーム）                         | 堀越（西東京）       |
| 1998年 | 第80回  | 1回戦    | 如水館（広島）       | 6-6（7回ウラ2死1塁・降雨引き分けコールドゲーム） 10-5（再試合） | 専大北上（岩手）     |
| 2021年 | 第103回 | 1回戦    | 大阪桐蔭（大阪）     | 7-4（8回表1死1塁2塁・降雨コールドゲーム）                       | 東海大菅生（西東京） |

#### 継続試合
だが、2021年（第103回）では降雨の天候不良が長引いて、ノーゲーム・コールドゲームの試合が続出した事により、苦情が殺到し物議を醸した。その為、翌2022年の第94回選抜大会及び第104回大会より、未成立の試合が天災により途中打ち切りになった場合は、継続試合が適用される。但し2024年現在まで、甲子園大会で採用されたことは皆無である。

### ルール関連

#### 人為的ミスによる4アウト事件
1982年（第64回）の第5日目となる8月11日の第4試合・2回戦（初戦）島根県代表・益田対北北海道代表・帯広農業の試合で、9回表の益田の攻撃。帯広農業の投手は第3アウトに気付いていたが、4人の審判員のほか各選手らも、それに全く気付かないという人為的なミスにより、第3アウト後も次の打者を出した。後に記録員の指摘で間違いが判明した。これは当時、スコアボードのアウトを表示するカウントランプが故障により、1つしか灯っていなかったことが原因だったという。この「第4アウト」目の記録は直ちに取り消されたものの、試合終了後にこのミスジャッジを重く見た高野連は、この試合を務めた4人の審判全員を同大会期間中謹慎処分とした。

### その他

#### 同一選手の本塁打で始まり本塁打で終わった大会
2007年（第89回）では開幕戦に登場した佐賀県立佐賀北高校の副島選手が（対：福井商）8回表（佐賀北1対0でリードの場面）で追加点となる本塁打を放ち、大会第1号を叩き出して開幕戦を勝利（2対0で今回が2回目の出場となる佐賀北にとっては甲子園初勝利）。その後も接戦の連続ながら（2回戦では延長15回引き分け再試合を制し、準々決勝では延長13回サヨナラ勝ちなど）快進撃を続け、勝ち進んだ決勝戦（対：広陵）では0対4で敗色濃厚の劣勢から8回裏に一死満塁から押し出しで1点を返し、打席には3番の副島選手が立ち、決勝戦としては大会史上初となる逆転満塁本塁打を放ち決勝点となる5点目のホームイン。そしてそのまま5対4で試合終了し初優勝を成し遂げたが、この大会では最初の本塁打（大会第1号）と最後の本塁打（大会第24号）を同一チームの同一選手が成し遂げるという史上唯一で珍しい実例があった。
これまでに佐賀県勢の選手権大会優勝は2回あるが（76回の佐賀商と89回の佐賀北）、どちらも開幕戦に勝利し優勝戦では満塁本塁打で決勝点、しかも2校とも近年では少数となってきた公立校による全国制覇という、まるでジンクスのような偶然の一致がある。ちなみに開幕戦で勝利し、そのまま優勝した事例は過去に9回ある。第2回（1916年）：慶応普通部（東京）、第8回（1922年）：和歌山中（和歌山）、第20回（1934年）：呉港中（広島）、第22回（1936年）：岐阜商（岐阜）、第29回（1947年）：小倉中（福岡）、第36回（1954年）：中京商（愛知）、第49回（1967年）：習志野（千葉）、第76回（1994年）：佐賀商（佐賀）、第89回（2007年）：佐賀北（佐賀）の9校である。
なお、甲子園大会の決勝戦で逆転満塁本塁打が飛び出したのは、この第89回が史上唯一である（2016年時点）。

#### 同一校名対決
1972年（第54回）の1回戦及び1989年（第71回）の2回戦（初戦）で、長崎県代表の海星高校と三重県代表の海星高校との同一校名対決が実現した（どちらも「かいせい」と読む）。1972年は2対0で長崎の海星が、1989年には10対2で三重の海星が勝利している。その際、スコアボードには三重側を「三・海星」、長崎側を「長・海星」と表示された。
また、1957年（第39回）の2回戦では埼玉県代表の埼玉県立大宮高等学校と宮崎県代表の宮崎県立宮崎大宮高等学校が対戦し、延長10回の末7対6で埼玉の大宮高校が勝利しているが、こちらは後者が「宮崎」との冠名があるため、厳密には同一校名での対決ではない。

#### 同一ユニフォーム対決
2002年（第84回）の3回戦にて、和歌山県代表の智弁和歌山と奈良県代表の智弁学園が対戦したことがある。この2校は同系列の兄弟校であり、学校長も同一人物が兼ね、ユニフォームのデザイン・色調も同一（違いは左腕のマークと県名、胸の智辯の大きさ、帽子が角型か丸形か）の為、非常に稀な同一ユニフォーム対決となった。試合結果は7-3で、智弁和歌山が勝利した。1989年のNHKの高校野球開催直前の特別番組で、1980年代頃に兄弟校対決を予測して和歌山側が赤の帽子を準備したと放送されていたが、この試合では従来の帽子が使用された。また、2002年の対決時におけるスコアボードの学校名は奈良側が「智弁」、和歌山側が「和智弁」であった。2021年（第103回）ではこの2校が決勝へ勝ち進んだことにより、19年ぶりの甲子園での「智弁対決」が実現し、その試合結果は9-2で、智弁和歌山が勝利して優勝を決めた。その際、スコアボードには奈良側は2002年とは異なり「智弁学園」と、和歌山側は2002年と同じく「和智弁」とそれぞれ表示された。
また、1983年（第65回）の1回戦で、静岡県代表の東海大一と熊本県代表の東海大二とのほぼ同一（違いは地色が前者が白、後者が水色）ユニホームの兄弟校対戦もある。

#### 系列校同士の対決
上記の節と類似しているが、1997年（第79回）の2回戦（初戦）で、栃木県代表・佐野日大と宮崎県代表・宮崎日大が対戦して2-1で佐野日大が勝った。2013年（第95回）の2回戦（初戦）で、3年連続16回目の西東京都代表・日大三と6年ぶり16回目の山形県代表・日大山形が対戦した。日大三は、2011年（第93回）の全国制覇以降の勝利を、日大山形は山形県勢で7年ぶりの初戦突破を狙った試合だった。結果は、7-1で日大山形が日大三を下した。以降、準々決勝までに栃木県代表・作新学院、高知県代表・明徳義塾と、優勝経験のある3校を下し、山形県勢夏20勝目と夏初めてのベスト4を記録した。準決勝では、初出場で優勝した群馬県代表・前橋育英に1-4で敗れ、春夏通じて初の決勝進出にはならなかった。

#### 隣都道府県・同地区初戦対決
かつて、1府県1代表制（北海道・東京は2代表）となった1978年（第60回）から2006年（第88回）まで、夏の甲子園では初戦で近隣都道府県の代表校と当たることを避けるために、初戦は「東ブロックの高校対西ブロックの高校」として、組み合わせが行われていた。これは1977年（第59回）に早稲田実（東東京）－桜美林（西東京）といきなり初戦で東京決戦に、前1976年（第58回）も豊見城（沖縄）－鹿児島実（鹿児島）と南九州の隣県決戦など、その他にも隣都道府県同士に近い組み合せが何度も続き、「初戦は東西対決に分けるべき」という声が多かったためである。
しかし、初戦で「東西対決」方式の組合せに変更した1978年以降も、丁度東西ブロックの境目での隣府県対決や、全国9地区で唯一東西に分断される北信越地区（新潟・長野・富山・石川・福井）同士の試合が行われたケースが何度か発生し、「不公平感がある」との声があがった。そのため検討の末、2007年（第89回）から東西対決方式だった初戦の組合せを、1977年以来30年ぶりに、全地区でのフリー抽選式に戻すこととなった。但し、2代表が出場する北海道と東京勢は初戦で対戦しないように、抽選の最初に振り分けられる（なお10年毎の記念大会において、第80回と第90回は埼玉・千葉・神奈川・愛知・大阪・兵庫の6府県2代表と、及び第100回から福岡の1県が追加し合計7府県2代表を、初戦で同府県同士が当たらないよう配慮される）。
フリー抽選式で行った第1回から第59回大会までに、実現していた初戦・隣都道府県対決及び現在の春選抜の同じ地区に属するものは、以下の対戦がある。
| 回 | 開催年 | 勝利校                 | 結果  | 相手校                     |
| -- | ------ | ---------------------- | ----- | -------------------------- |
| 3  | 1917年 | 京都一中（京都）       | 1－0  | 和歌山中（和歌山）         |
| 3  | 1917年 | 長野師範（長野）       | 4－3  | 愛知一中（愛知）           |
| 5  | 1919年 | 神戸一中（兵庫）       | 3－1  | 和歌山中（和歌山）         |
| 6  | 1920年 | 京都一商（京都）       | 5－1  | 和歌山中（和歌山）         |
| 6  | 1920年 | 松山商（愛媛）         | 10－1 | 鴻城中（山口）             |
| 7  | 1921年 | 和歌山中（和歌山）     | 20－0 | 神戸一中（兵庫）           |
| 9  | 1923年 | 早稲田実（東京）       | 5－1  | 横浜商（神奈川）           |
| 9  | 1923年 | 徽文高普（朝鮮）       | 9－4  | 大連商（満州）             |
| 11 | 1925年 | 静岡中（静岡）         | 3－2  | 愛知一中（愛知）           |
| 13 | 1927年 | 札幌一中（北海道）     | 4－1  | 青森師範（青森）           |
| 16 | 1930年 | 静岡中（静岡）         | 5－4  | 愛知商（愛知）             |
| 17 | 1931年 | 平安中（京都）         | 6－5  | 八尾中（大阪）             |
| 20 | 1934年 | 享栄商（愛知）         | 11－2 | 島田商（静岡）             |
| 21 | 1935年 | 育英商（兵庫）         | 5－4  | 米子中（鳥取）             |
| 22 | 1936年 | 静岡商（静岡）         | 27－4 | 長野中（長野）             |
| 23 | 1937年 | 平安中（京都）         | 6－5  | 浪華商（大阪）             |
| 23 | 1937年 | 呉港中（広島）         | 9－5  | 大田中（島根）             |
| 23 | 1937年 | 慶応商工（東京）       | 5－4  | 高崎商（群馬）             |
| 23 | 1937年 | 浅野中（神奈川）       | 1－0  | 島田商（静岡）             |
| 23 | 1937年 | 海草中（和歌山）       | 1－0  | 徳島商（徳島）             |
| 24 | 1938年 | 仁川商（朝鮮）         | 3－2  | 天津商（満州）             |
| 28 | 1946年 | 愛知商（愛知）         | 2－0  | 沼津中（静岡）             |
| 28 | 1946年 | 浪華商（大阪）         | 11－2 | 和歌山中（和歌山）         |
| 32 | 1950年 | 鳴門（徳島）           | 4－2  | 明石（兵庫）               |
| 33 | 1951年 | 高松一（香川）         | 12－3 | 岡山東（岡山）             |
| 34 | 1952年 | 松山商（愛媛）         | 10－4 | 津久見（大分）             |
| 34 | 1952年 | 水戸商（茨城）         | 5－0  | 都留（山梨）               |
| 36 | 1954年 | 米子東（鳥取）         | 2－1  | 滝川（兵庫）               |
| 37 | 1955年 | 新宮（和歌山）         | 3－2  | 浪華商（大阪）             |
| 38 | 1956年 | 伊那北（長野）         | 4－1  | 静岡（静岡）               |
| 39 | 1957年 | 岐阜商（岐阜）         | 7－0  | 津島商工（愛知）           |
| 39 | 1957年 | 法政二（神奈川）       | 3－0  | 清水東（静岡）             |
| 41 | 1959年 | 倉敷工（東中国・岡山） | 10－1 | 大田（西中国・島根）       |
| 41 | 1959年 | 八尾（大阪）           | 1－0  | 滝川（兵庫）               |
| 42 | 1960年 | 米子東（東中国・鳥取） | 8－0  | 盈進商（広島）             |
| 42 | 1960年 | 大宮（西関東・埼玉）   | 1－0  | 桐生工（北関東・群馬）     |
| 42 | 1960年 | 鹿島（西九州・佐賀）   | 5－3  | 熊本商（中九州・熊本）     |
| 42 | 1960年 | 青森（北奥羽・青森）   | 1－0  | 東北（東北・宮城）         |
| 43 | 1961年 | 銚子商（東関東・千葉） | 2－1  | 法政一（東京）             |
| 43 | 1961年 | 法政二（神奈川）       | 9－1  | 宇都宮学園（北関東・栃木） |
| 43 | 1961年 | 報徳学園（兵庫）       | 7－6  | 倉敷工（東中国・岡山）     |
| 47 | 1965年 | 帯広三条（北海道）     | 3－2  | 八戸（北奥羽・青森）       |
| 49 | 1967年 | 習志野（東関東・千葉） | 3－1  | 堀越（東京）               |
| 49 | 1967年 | 小倉工（福岡）         | 4－2  | 海星（西九州・長崎）       |
| 51 | 1969年 | 松山商（北四国・愛媛） | 10－0 | 高知商（南四国・高知）     |
| 51 | 1969年 | 静岡商（静岡）         | 6－0  | 東海大相模（神奈川）       |
| 52 | 1970年 | 大分商（中九州・大分） | 5－1  | 九州工（福岡）             |
| 53 | 1971年 | 銚子商（東関東・千葉） | 3－2  | 深谷商（西関東・埼玉）     |
| 53 | 1971年 | 郡山（紀和・奈良）     | 8－3  | ＰＬ学園（大阪）           |
| 54 | 1972年 | 津久見（中九州・大分） | 3－2  | 鹿児島商（鹿児島）         |
| 56 | 1974年 | 東海大相模（神奈川）   | 3－2  | 土浦日大（茨城）           |
| 58 | 1976年 | 豊見城（沖縄）         | 3－0  | 鹿児島実（鹿児島）         |
| 58 | 1976年 | 市神港（兵庫）         | 1－0  | 岡山東商（岡山）           |
| 58 | 1976年 | 福井（福滋・福井）     | 8－0  | 市岐阜商（岐阜）           |
| 59 | 1977年 | 早稲田実（東東京）     | 4－1  | 桜美林（西東京）           |
| 59 | 1977年 | 宇都宮学園（栃木）     | 10－0 | 東海大相模（神奈川）       |

それから第60回記念大会から第88回大会までの29年間、夏の甲子園で初戦は「東ブロックの高校対西ブロックの高校」として、組み合わせが行なわれるようになった。しかし、東西の境目での隣府県と北信越地区については、以下のようなケースで初戦対決が行われている（東ブロックの境目－新潟・長野・富山・岐阜・三重。西ブロックの境目－石川・福井・滋賀・京都・奈良・和歌山。なお1978年（第60回）から1987年（第69回）までの10年間、石川県代表は東ブロックに入っていた）。
| 回 | 開催年 | 試合日（回戦）        | 西ブロック代表校   | 結果  | 東ブロック代表校   |
| -- | ------ | --------------------- | ------------------ | ----- | ------------------ |
| 62 | 1980年 | 第6日第3試合（2回戦） | 瀬田工（滋賀）     | 9－7  | 明野（三重）       |
| 67 | 1985年 | 第6日第1試合（2回戦） | 甲西（滋賀）       | 7－5  | 県岐阜商（岐阜）   |
| 67 | 1985年 | 第6日第4試合（2回戦） | 和歌山工（和歌山） | 1－11 | 海星（三重）       |
| 69 | 1987年 | 第1日第1試合（1回戦） | 天理（奈良）       | 7－3  | 明野（三重）       |
| 74 | 1992年 | 第2日第4試合（1回戦） | 星稜（石川）       | 11－0 | 長岡向陵（新潟）   |
| 76 | 1994年 | 第6日第1試合（2回戦） | 敦賀気比（福井）   | 0－5  | 佐久（長野）       |
| 77 | 1995年 | 第8日第1試合（2回戦） | 星稜（石川）       | 3－0  | 県岐阜商（岐阜）   |
| 81 | 1999年 | 第4日第1試合（1回戦） | 小松（石川）       | 5－9  | 新湊（富山）       |
| 83 | 2001年 | 第5日第3試合（2回戦） | 金沢（石川）       | 13－4 | 滑川（富山）       |
| 85 | 2003年 | 第4日第1試合（1回戦） | 近江（滋賀）       | 9－5  | 宇治山田商（三重） |
| 86 | 2004年 | 第3日第3試合（1回戦） | 遊学館（石川）     | 6－3  | 県岐阜商（岐阜）   |
| 87 | 2005年 | 第3日第1試合（1回戦） | 京都外大西（京都） | 4－1  | 菰野（三重）       |
| 88 | 2006年 | 第2日第2試合（1回戦） | 福井商（福井）     | 8－1  | 福岡（富山）       |

第60回大会から第88回大会まで、東西境目の隣府県及び北信越地区の初戦対決は、過去に13回行われている。また東ブロック代表の勝利はわずか3回のみで、圧倒的に西ブロック代表の方が有利な試合展開であった。
| 回  | 開催年 | 試合日（回戦）        | 勝利校                 | 結果  | 相手校               |
| --- | ------ | --------------------- | ---------------------- | ----- | -------------------- |
| 89  | 2007年 | 第1日第3試合（1回戦） | 文星芸大付（栃木）     | 5－0  | 市船橋（千葉）       |
| 89  | 2007年 | 第7日第2試合（2回戦） | 前橋商（群馬）         | 2－1  | 浦和学院（埼玉）     |
| 90  | 2008年 | 第2日第2試合（1回戦） | 宮崎商（宮崎）         | 7－1  | 城北（熊本）         |
| 90  | 2008年 | 第2日第3試合（1回戦） | 智弁学園（奈良）       | 5－4  | 近江（滋賀）         |
| 90  | 2008年 | 第3日第1試合（1回戦） | 関東一（東東京）       | 13－5 | 常総学院（茨城）     |
| 90  | 2008年 | 第3日第3試合（1回戦） | 浦添商（沖縄）         | 7－0  | 飯塚（福岡）         |
| 90  | 2008年 | 第5日第4試合（1回戦） | 横浜（南神奈川）       | 6－5  | 浦和学院（南埼玉）   |
| 91  | 2009年 | 第1日第2試合（1回戦） | 明豊（大分）           | 4x－3 | 興南（沖縄）         |
| 91  | 2009年 | 第5日第1試合（1回戦） | 智弁和歌山（和歌山）   | 2－0  | 滋賀学園（滋賀）     |
| 91  | 2009年 | 第6日第4試合（2回戦） | 立正大淞南（島根）     | 1x－0 | 華陵（山口）         |
| 92  | 2010年 | 第2日第4試合（1回戦） | 関東一（東東京）       | 9－2  | 佐野日大（栃木）     |
| 92  | 2010年 | 第5日第1試合（1回戦） | 延岡学園（宮崎）       | 5－4  | 大分工（大分）       |
| 92  | 2010年 | 第5日第3試合（2回戦） | 東海大相模（神奈川）   | 10－5 | 水城（茨城）         |
| 92  | 2010年 | 第6日第3試合（2回戦） | 履正社（大阪）         | 4－1  | 天理（奈良）         |
| 93  | 2011年 | 第5日第2試合（1回戦） | 開星（島根）           | 5－0  | 柳井学園（山口）     |
| 94  | 2012年 | 第3日第2試合（1回戦） | 滝川二（兵庫）         | 5－4  | 北大津（滋賀）       |
| 94  | 2012年 | 第4日第1試合（1回戦） | 浦和学院（埼玉）       | 6－0  | 高崎商（群馬）       |
| 94  | 2012年 | 第5日第2試合（1回戦） | 東海大甲府（山梨）     | 3－0  | 成立学園（東東京）   |
| 95  | 2013年 | 第5日第2試合（1回戦） | 樟南（鹿児島）         | 1－0  | 佐世保実（長崎）     |
| 95  | 2013年 | 第5日第3試合（2回戦） | 延岡学園（宮崎）       | 4－2  | 自由ケ丘（福岡）     |
| 96  | 2014年 | 第4日第1試合（1回戦） | 佐久長聖（長野）       | 3－1  | 東海大甲府（山梨）   |
| 96  | 2014年 | 第7日第2試合（2回戦） | 八戸学院光星（青森）   | 4－2  | 武修館（北北海道）   |
| 97  | 2015年 | 第1日第2試合（1回戦） | 中京大中京（愛知）     | 4－1  | 岐阜城北（岐阜）     |
| 97  | 2015年 | 第2日第4試合（1回戦） | 東海大甲府（山梨）     | 8－7  | 静岡（静岡）         |
| 97  | 2015年 | 第3日第3試合（1回戦） | 大阪偕星学園（大阪）   | 7－3  | 比叡山（滋賀）       |
| 97  | 2015年 | 第4日第1試合（1回戦） | 津商（三重）           | 9－4  | 智弁和歌山（和歌山） |
| 98  | 2016年 | 第5日第2試合（1回戦） | 富山第一（富山）       | 1x－0 | 中越（新潟）         |
| 99  | 2017年 | 第1日第3試合（1回戦） | 津田学園（三重）       | 7x－6 | 藤枝明誠（静岡）     |
| 99  | 2017年 | 第2日第3試合（1回戦） | 前橋育英（群馬）       | 12－5 | 山梨学院（山梨）     |
| 99  | 2017年 | 第3日第4試合（1回戦） | 聖心ウルスラ（宮崎）   | 5－2  | 早稲田佐賀（佐賀）   |
| 100 | 2018年 | 第3日第2試合（1回戦） | 近江（滋賀）           | 7－3  | 智弁和歌山（和歌山） |
| 100 | 2018年 | 第7日第4試合（2回戦） | 愛工大名電（西愛知）   | 10－0 | 白山（三重）         |
| 101 | 2019年 | 第1日第2試合（1回戦） | 神村学園（鹿児島）     | 7－2  | 佐賀北（佐賀）       |
| 101 | 2019年 | 第2日第2試合（1回戦） | 津田学園（三重）       | 3－1  | 静岡（静岡）         |
| 101 | 2019年 | 第3日第2試合（1回戦） | 明徳義塾（高知）       | 6－4  | 藤蔭（大分）         |
| 101 | 2019年 | 第3日第3試合（1回戦） | 国学院久我山（西東京） | 7－5  | 前橋育英（群馬）     |
| 101 | 2019年 | 第5日第3試合（2回戦） | 岡山学芸館（岡山）     | 6－5  | 広島商（広島）       |
| 101 | 2019年 | 第7日第1試合（2回戦） | 宇部鴻城（山口）       | 7－3  | 宇和島東（愛媛）     |
| 103 | 2021年 | 第2日第3試合（1回戦） | 松商学園（長野）       | 17－4 | 高岡商（富山）       |
| 103 | 2021年 | 第3日第1試合（1回戦） | 明桜（秋田）           | 4－2  | 帯広農（北北海道）   |
| 103 | 2021年 | 第4日第1試合（1回戦） | 長崎商（長崎）         | 8－4  | 熊本工（熊本）       |
| 103 | 2021年 | 第7日第4試合（2回戦） | 敦賀気比（福井）       | 8－6  | 日本文理（新潟）     |
| 104 | 2022年 | 第2日第3試合（1回戦） | 敦賀気比（福井）       | 13－3 | 高岡商（富山）       |
| 105 | 2023年 | 第2日第1試合（1回戦） | 高知中央（高知）       | 9－4  | 川之江（愛媛）       |
| 105 | 2023年 | 第3日第4試合（1回戦） | 大垣日大（岐阜）       | 7－2  | 近江（滋賀）         |
| 105 | 2023年 | 第6日第2試合（2回戦） | 広陵（広島）           | 8－3  | 立正大淞南（島根）   |
| 105 | 2023年 | 第7日第1試合（1回戦） | 八戸学院光星（青森）   | 7－0  | 明桜（秋田）         |
| 105 | 2023年 | 第7日第4試合（2回戦） | 専大松戸（千葉）       | 7－5  | 東海大甲府（山梨）   |
| 106 | 2024年 | 第4日第3試合（1回戦） | 岡山学芸館（岡山）     | 1－0  | 聖カタリナ（愛媛）   |
| 106 | 2024年 | 第4日第4試合（1回戦） | 掛川西（静岡）         | 8－4  | 日本航空（山梨）     |
| 106 | 2024年 | 第5日第2試合（1回戦） | 鶴岡東（山形）         | 2－1  | 聖光学院（福島）     |
| 107 | 2025年 | 第4日第2試合（1回戦） | 東洋大姫路（兵庫）     | 5－3  | 済美（愛媛）         |
| 107 | 2025年 | 第7日第3試合（2回戦） | 尽誠学園（香川）       | 3－0  | 東大阪大柏原（大阪） |

#### 国体への出場
毎年この大会の代表校の中から選出された高校が、この大会終了後の9月か10月に各都道府県持ち回りで開く国民体育大会に出場する。出場校は2019年までは12校で、開催都道府県の代表校、ベスト8以上の各校の他、概ね3回戦の敗戦校の中から地域性、試合内容などを考慮して決定していた。その後、コロナ禍で2年中止になった後の2022年より、選手の障害予防の観点から3連戦を避けることなどを目的に8校（開催都道府県の代表校、ベスト4以上の各校の他、概ね準々決勝の敗戦校の中から選出）に縮小となった。また、2007年より1都道府県1校に決定したため、2008年の神奈川は横浜がベスト4、慶応がベスト8だったが横浜のみ選出され、2015年は東京の早稲田実・関東一が共にベスト4となったが、勝利数の差（早稲田実が4勝、関東一が3勝）により早稲田実が選出された。なお、国体の高校野球競技は公開種目（軟式も同じ）であり、公式な天皇杯獲得ポイントには反映されない。
この大会では実質的な新人トーナメントとなる秋季高校野球都道府県大会・地区大会と同じく、新シーズンの甲子園出場を目指す1・2年生が中心となる場合もあるが、甲子園を湧かせた3年生の選手も事実上最後の全国大会としても出場することが大半であり、特にドラフトで注目を集める選手らは注目される存在となっている。
1992年（第74回）の星稜高校は、明徳義塾高校に2回戦（松井秀喜が5打席連続敬遠された試合）で敗戦したが特例で国体の出場が認められ、国体では決勝戦の最終打席で高校生活最後のホームランを放った松井の活躍もあり優勝を飾った。
なお、2006年（第88回）の国民体育大会（のじぎく兵庫国体）は、プロ野球公式戦の試合日程などの都合上、甲子園は使用せず、高砂市にある高砂球場で行われた。またこの年の国体決勝は、夏の甲子園決勝戦と同じ、駒大苫小牧-早稲田実業の対戦となりスタンドは満員札止め。朝日放送（ABC）でも、午後から録画中継でTV放送を行った。